# Joanne Franks
Joanne Franks, född 1 oktober 1967, är en brittisk bågskytt. Han deltog vid olympiska sommarspelen 1988 och 1992.